# Irene Koh
Irene Koh es una dibujante de cómics de Seúl, Corea del Sur. Anteriormente trabajó con grandes editoriales de cómics como Dark Horse Comics, DC Comics y Marvel Comics. Fue la artista principal de la trilogía Turf Wars de los cómics de The Legend of Korra.

## Biografía
Koh nació el 18 de septiembre de 1990 en Seúl, Corea del Sur. Desde entonces, ha vivido en Tokio, Nueva Inglaterra y Los Ángeles. Reside en el Área de la Bahía de San Francisco, donde continúa trabajando como dibujante de historietas. Fue a la escuela en la Escuela de Diseño de Rhode Island, donde se graduó con su Licenciatura en Bellas Artes en Ilustración en 2012.

## Carrera
El trabajo de Koh ha aparecido en cómics publicados por Dark Horse Comics, DC Comics, Marvel Comics, IDW Publishing, Oni Press y Stela. A partir de noviembre de 2017, se convirtió en la dibujante principal y entintadora de los cómics de The Legend of Korra: Turf Wars. Koh es también la creadora del cómic Afrina and the Glass Coffin. También ha trabajado en cómics como Teenage Mutant Ninja Turtles: Casey and April, Sensation Comics Featuring Wonder Woman, y Secret Origins #10: Batgirl.